# Crataegus rivularis
Crataegus rivularis — вид квіткових рослин із родини трояндових (Rosaceae).

## Біоморфологічна характеристика
Це дерево чи кущ 30–50 дм заввишки. Молоді гілочки зеленуваті, слабо запушені, ранні — голі, 1–2-річні часто червоно-пурпурові; колючки на гілочках прямі або ± загнуті, 2-річні чорні або пурпурово-чорні, блискучі, тонкі, 1.5–4 см. Листки: ніжки листків 1–2.5 мм, голі; пластини від еліптичних до вузько еліптичних, 3–8 см, тонкі, основа клиноподібна, часток 0, краї зубчасті, зубці численні, зазвичай гострі, дрібні або грубі, верхівка гостра, нижня поверхня гола, верхня притиснено-запушена молодою. Суцвіття 6–12-квіткові. Квітки 14–17 мм у діаметрі; чашолистки 6–8 мм; тичинок 10; пиляки рожеві, іноді кольору слонової кістки. Яблука темно-червоні (середина серпня), чорні або чорнувато-пурпурові, майже кулясті, 10 мм у діаметрі. Період цвітіння: середина травня — початок червня; період плодоношення: серпень і вересень.

## Ареал
Ендемік пд.-зх. США (Аризона, Колорадо, Айдахо, Невада, Нью-Мексико, Юта, Вайомінг).
Населяє міжгірські береги, рови, заплави; на висотах 1300–2300 метрів.

## Використання
Плоди вживають сирими чи приготованими чи сушать. М'якуш тонкий, сухий, борошнистий.
Хоча конкретних згадок про цей вид не було помічено, плоди та квіти багатьох видів глоду добре відомі в трав'яній народній медицині як тонізувальний засіб для серця, і сучасні дослідження підтвердили це використання. Зазвичай його використовують у вигляді чаю чи настоянки.
Деревина роду Crataegus, як правило, має хорошу якість, хоча вона часто занадто мала, щоб мати велику цінність. Деревина використовується як паливо.

## Галерея

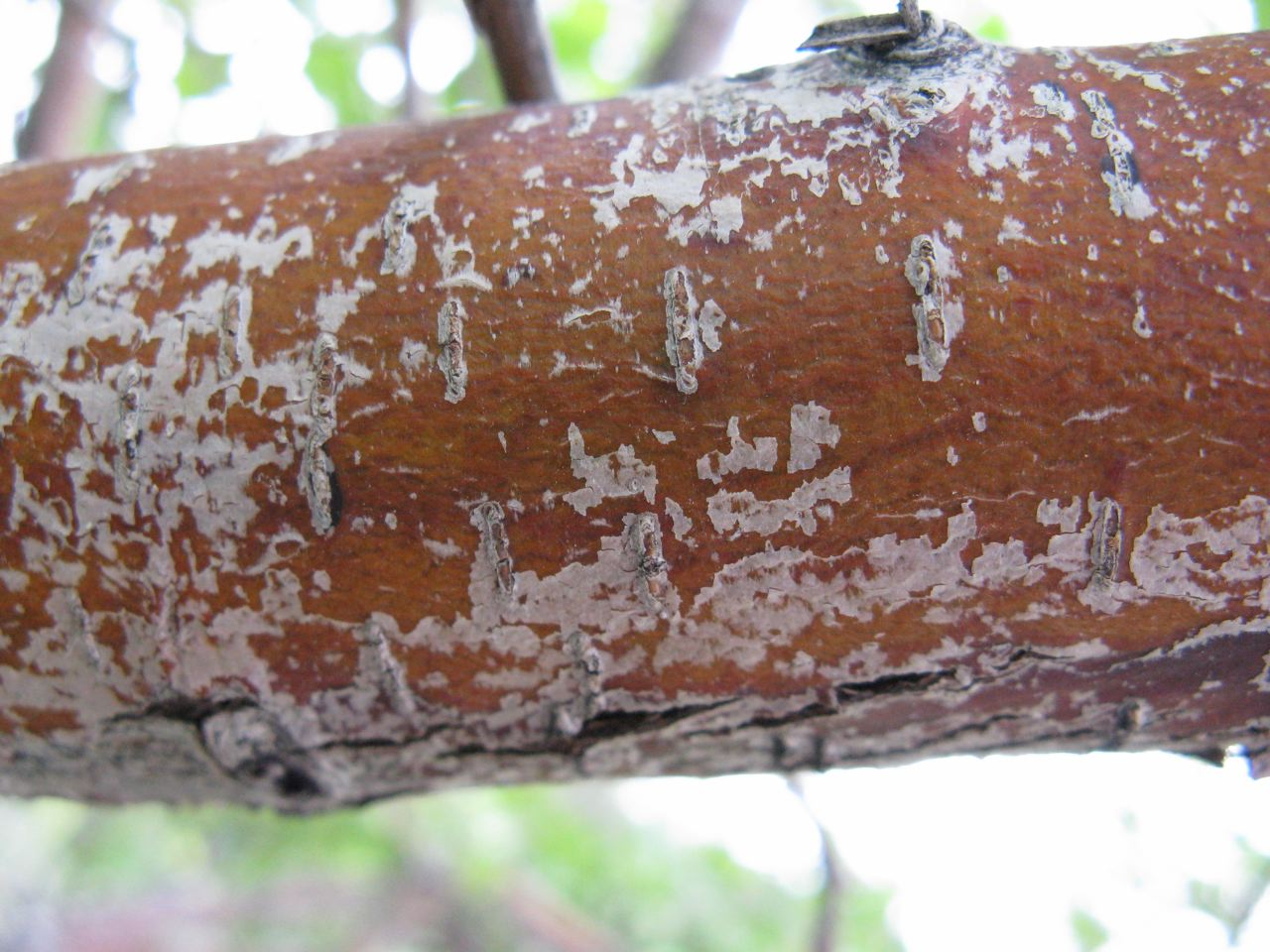
молода кора
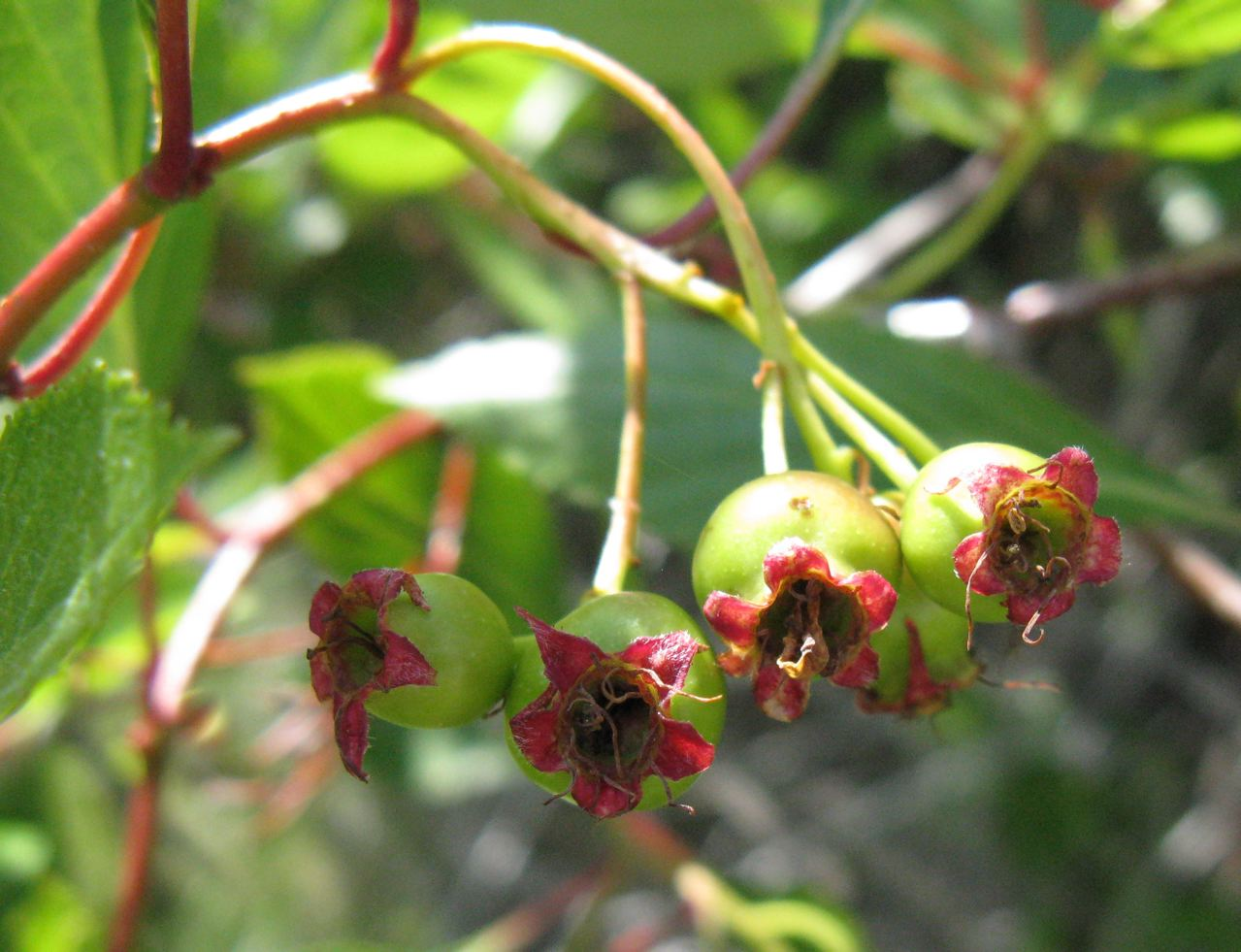
молоді плоди